# Tallygaroopna
Tallygaroopna – miasto w Australii, w stanie Wiktoria.